# Pușkine, Alușta
Pușkine (în ucraineană Пушкіне) este un sat în comuna Malîi Maiak din orașul regional Alușta, Republica Autonomă Crimeea, Ucraina.

## Demografie
Componența lingvistică a localității Pușkine
     Rusă (88,68%)
     Ucraineană (10,85%)
     Alte limbi (0,47%)
Conform recensământului din 2001, majoritatea populației localității Pușkine era vorbitoare de rusă (88,68%), existând în minoritate și vorbitori de ucraineană (10,85%).